# Medal of Honor: Heroes 2
Medal of Honor: Heroes 2 est un jeu vidéo de tir à la première personne développé par EA Los Angeles et EA Canada, et édité par Electronic Arts, sorti en 2007 sur PlayStation Portable et Wii.

## Système de jeu
En plus de proposer un mode campagne solo et un mode rail shooter de style arcade, les deux versions du jeu disposent de modes multijoueurs étendus. Les deux versions peuvent prendre en charge jusqu'à 32 joueurs en ligne sur un seul serveur, avec six cartes et six Uniformes, trois pour l'Axe et trois pour les Alliés. Les uniformes des Alliés sont "Ranger's 2nd", "Ranger's 4th" et "Ranger's 5th", tandis que les uniformes de l'Axe sont simplement "Axis Rookie", "Axis Regular" et "Axis Elite". Il existe trois modes multijoueurs en ligne différents : match à mort gratuit, match à mort en équipe et infiltration. Alors que le mode multijoueur de la version Wii est uniquement en ligne, sans mode multijoueur hors ligne en écran partagé, la version PSP prend en charge le multijoueur local sans fil entre jusqu'à 8 joueurs.
Dans un match à mort chacun pour soi, les joueurs s'affrontent pour tuer autant d'autres joueurs que possible, gagnant un point pour chaque adversaire qu'ils tuent et perdant un point à chaque fois qu'ils sont tués. Le match à mort en équipe divise les joueurs en deux équipes plus grandes, soit l'Axe, soit les Alliés, et les joueurs gagnent des points en tuant des joueurs ennemis, tout en perdant des points en cas de tirs amis ou de suicides. L'infiltration est un mode de capture du drapeau entre ces mêmes deux équipes, qui s'affrontent pour détenir le contrôle majoritaire d'un drapeau contesté. Un système de classement en ligne a été optimisé par EA Nation pour reconnaître les joueurs talentueux qui ont marqué de nombreuses victoires tout en subissant moins de morts.
Il y a plus d'une douzaine d'armes alliées et de l'Axe disponibles à utiliser tout au long du jeu, bien que le mode multijoueur applique des changements mineurs mais significatifs au comportement de certaines armes, comme la réduction de la cadence de tir du Stg 44 et la possibilité pour les joueurs de tirer des bazookas dans une position non stationnaire.

## Accueil
- Jeuxvideo.com : 13/20 (PSP)[1] - 14/20 (Wii)[2]